# گل‌مور
گُل‌مور (نام‌های دیگر: مشعل جنگل، درخت طاووس، درخت آتش) (نام علمی: Delonix regia) یکی از درختان گرمسیری و یکی از گونه‌های گیاهان گلدار است. این درخت بومی ماداگاسکار است و همچنین به‌عنوان گل ملی کشور سنت کیتس و نویس نیز شناخته می‌شود.

## ویژگی‌های ظاهری
گل‌مور (مشعل جنگل) برای گل‌های قرمز، نارنجی و زردش شناخته می‌شود. گل‌های زرد آن کمیاب‌تر هستند. امروزه این درخت را برای ظاهر زیبا و سایه‌اش بیشتر در پارک‌ها، کنار خیابان‌ها و اطراف ساختمان‌های عمومی می‌کارند. گل‌مور به سرعت رشد می‌کند و و ارتفاع آن به ۶ تا ۱۲ متر هم می‌رسد. مناسب‌ترین جای‌ها برای کاشت این گیاه سرزمین‌های استوایی و مناطق نیمه‌گرمسیری است.

## کاشت در ایران
مشعل جنگل از جمله درختانی است که در مناطق گرمسیری ایران ازجمله استان‌های هرمزگان و بوشهر به وفور کاشته می‌شود.

## فصل گلدهی
- جنوب فلوریدا: مه - ژوئن
- مصر: مه - ژوئن
- ویتنام: مه - ژوئیه
- کارائیب: مه - سپتامبر

تصویر گل‌ها در دهلی نو

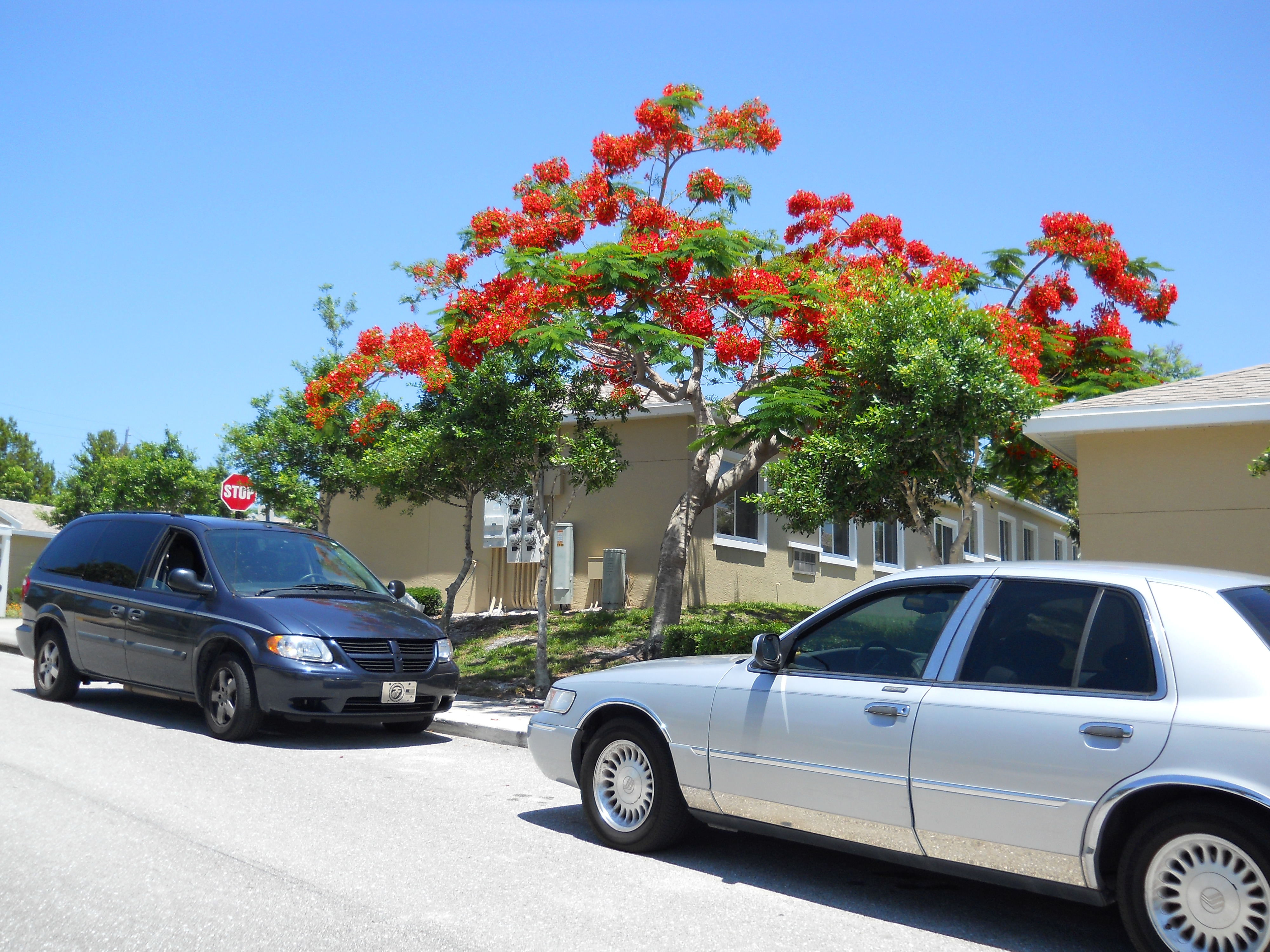
گل‌مور در فلوریدا، ماه مه

- شبه‌قاره هند (هند، پاکستان، بنگلادش): آوریل - ژوئن
- استرالیا: نوامبر - فوریه (اوج گلدهی دسامبر است)[۱۰]
- جزایر ماریانای شمالی: مارس - ژوئن
- امارات متحده عربی: مه - ژوئیه
- برزیل: نوامبر - فوریه
- سودان جنوبی: مارس - مه
- تایلند: آوریل - مه
- زامبیا و زیمبابوه: اکتبر - دسامبر
- هنگ کنگ: مه - ژوئن
- موریس: نوامبر - دسامبر
- ایران: (هرمزگان): اردیبهشت و خرداد[۵]